# Парламент Бремену
Парламент вільного міста Бремен (нім. Bremische Bürgerschaft) є законодавчим органом влади Вільного Ганзейського міста Бремен в Німеччині. Державний парламент обирає членів Сенату (виконавчої влади), здійснює нагляд за виконавчою владою і приймає закони. Делегати міста Бремен також утворюють Міську палату міста, а в Бремерхафені є власний парламент.

## Склад
Вибори проводяться з використанням системи пропорційного представництва в обох виборчих округах Бремена (68 місць) і Бремерхафен (15 місць) з відсотковим бар'єром у 5%. 68 членів з Бремена також утворюють Міську рада тільки для міста Бремен. Це єдиний німецький земельний парламент з 4-річним, а не 5-річним строком повноважень.
У 1979 році партії Бременський зелений список (нім. Bremer Grüne Liste) вдалося потрапити в парламент, ставши першою партією зелених, яка коли-небудь входила в німецький ландтаг.

### Нинішній склад
Останні вибори в Парламент Бремена пройшли 26 травня 2019 року:
| Party                                           | Seats |
| ----------------------------------------------- | ----- |
| Christian Democratic Union (CDU)                | 24    |
| Social Democratic Party (SPD)                   | 23    |
| Alliance '90/The Greens (Bündnis 90/Die Grünen) | 16    |
| The Left (Die Linke)                            | 10    |
| Альтернатива для Німеччини (AfD)                | 5     |
| Free Democratic Party (FDP)                     | 5     |
| Citizens in Rage (BIW)                          | 1     |

Будинок парламенту офіційно відкрився у вересні 1966 року. Будівля парламенту в Бремені називається "Haus der Bürgerschaft". Будівля має каркасну конструкцію із залізобетону. Обшивка зі скла. Висота будівлі приблизно дорівнює рівню карнизів Ратуші та будинку "Шюттінг". Складений дах був компромісним рішенням, задуманим як засіб для зближення та з'єднання будівлі зі старими будівлями, що оточують історичну ринкову площу. Фасад будівлі парламенту відображає старі будівлі у дзеркальній поверхні скляної обшивки. Штучні рельєфи з алюмінію виділяють підвіконня.